# Sergij (Ivannikov)
Sergij (světským jménem: Sergej Ivanovič Ivannikov; * 29. srpna 1957, Troickoje) je ruský duchovní Ruské pravoslavné církve, arcibiskup a metropolita barnaulský a altajský.
Byl představeným chrámu Zesnutí přesvaté Bohorodice na Olšanských hřbitovech.

## Život
Narodil se 29. srpna 1957 ve vesnici Troickoje Orelské oblasti.
Střední školu navštěvoval ve měste Livny, kterou dokončil roku 1974. Následující rok nastoupil na povinnou vojenskou službu.
Roku 1979 začal studovat na Moskevském duchovním semináři a poté na Moskevské duchovní akademii.
Dne 21. listopadu 1985 byl rektorem akademie biskupem Alexandrem (Timofejevem) rukopoložen na diákona a 23. února 1996 na jereje.
V létě 1986 byl předsedou studentské komise metropolitou Alexijem (Rüdigerem) poslán do tallinské eparchie. Sloužil v ženském monastýru Pühtitsa.
Dne 15. dubna 1992 se stal představeným chrámu Vzkříšení v Narvě. Byl takém představeným chrámu Narození přesvaté Bohorodice ve vesnici Alajõe a chrámu svatého Eliáše ve vesnici Vasknarva.
Dne 30. dubna 1995 byl povýšen na protojereje.
Dne 1. června 2000 byl jmenován představeným chrámu svatého Alexandra Něvského v Tallinnu a 27. července 2000 se stal členem Synodu Estonské pravoslavné církve Moskevského patriarchátu. Dne 1. června 2003 byl převeden jako představený do chrámu Ikony přesvaté Bohorodice Všech trpících potěšení v Tallinnu.
Dne 1. listopadu 2003 byl poslán do Moskvy, kde se stal pracovnicí Oddělení vnějších církevních vztahů.
Dne 5. ledna 2004 jej metropolita smolenský a kaliningradským Kirill (Gunďajev) postřihnul na monacha se jménem Sergej.
Dne 25. března 2004 se stal členem Ruské duchovní misie v Jeruzalémě. Stejného roku byl povýšen na igumena.
Dne 11. dubna 2006 byl jmenován představeným chrámu svatého Jiří při Ruském velvyslanectví v Praze.
Dne 12. října 2007 bylo vyhověno žádosti metropolity českých zemí a na Slovensku Kryštofovi o převedení otce Sergie do jurisdikce pravoslavná církve v českých zemích a na Slovensku. Stal se představeným chrámu Zesnutí přesvaté Bohorodice na Olšanských hřbitovech.
Dne 8. ledna 2008 jej metropolita Kryštof povýšil na archimandritu.
Roku 2012 byl znovu přijat do jurisdikce Ruské pravoslavné církve. Vstoupil do kléru moskevské eparchie.
Dne 16. března 2012 jej Svatý synod zvolil biskupem kamenským a alapajevským. Stejného dne byl jmenován biskupem a 18. března proběhla v chrámu Krista Spasitele v Moskvě jeho biskupská chirotonie. Hlavním světitelem byl patriarcha moskevský a celé Rusi Kirill.
Dne 29. března 2013 byl převeden na barnaulskou katedru.
Dne 6. května 2015 byl jmenován hlavou nové altajské metropole.
Dne 24. května 2015 byl povýšen na metropolitu.